# Бёме, Маргарете
Маргарете Бёме (урождённая Вильгельмина Маргарита Сусанна Феддерсен) (нем. Margarete Böhme; 8 мая 1867, Хузум, Шлезвиг-Гольштейн — 23 мая 1939, Гамбург) — немецкая писательница и журналисткака.

## Биография
Окончила школу для девочек. В 17 лет в одной из гамбургских газет опубликовала свой первый рассказ «Секрет прохождения роз». Затем стала размещать свои работы в еженедельных журналах, как под своим именем, так и под псевдонимом Орманос Шандор. Позже, работала корреспондентом северогерманских и австрийских газет в Гамбурге и Вене.
В 1894 году Маргарете вышла замуж за Фридриха Теодора Бёме, издателя газеты, который был старше её на 20 лет. Через шесть лет брак закончился разводом. Затем, М. Бёме переехала в Берлин, где зарабатывала на жизнь литературным трудом. Начиная с 1903 года в течение двух лет Бёме написала шесть романов.
Всего её перу принадлежат более 40 романов, а также рассказы, автобиографические очерки и статьи.
В начале XX века стала одной из популярнейших немецких писательниц. Самая известная её книга-бестселлер по тем временам — «Tagebuch einer Verlorenen» («Дневник падшей») вышла в 1905 году и была переведена на 14 языков, многократно переиздавалась, к концу 1920-х годов было продано 1 млн. 200 тыс. экземпляров.
В то время, работы писательницы сравнивались с произведениями французского писателя Эмиля Золя. Американский литературный обзреватель в журнале «The Bookman» назвал Бёме «одним из ведущих романистов реалистической школы в Германии».
С приходом к власти в Германии нацистов Бёме перестали печатать. Писательница была надолго забыта, и лишь в начале 1990-х годов о ней вспомнили — в США, в связи с популярностью одной из экранизаций её книги.
Роман писательницы «Дневник падшей» был дважды экранизирован ещё в эпоху немого кино — в 1918 и 1929 годах, во втором случае — известным режиссёром Георгом Вильгельмом Пабстом.

## Избранная библиография
- Im Irrlichtschein, Berlin 1903
- Zum Glück, Dresden 1903
- Abseits vom Wege, Berlin 1904
- Fetisch, Berlin 1904
- Wenn der Frühling kommt, Berlin 1904
- Die grünen Drei, Berlin 1905
- Tagebuch einer Verlorenen, Berlin 1905
- Die graue Straße, Dresden 1906
- Des Gesetzes Erfüllung, Berlin 1906
- Johann …, Groß-Lichterfelde-Ost 1906
- Dida Ibsens Geschichte, Berlin 1907
- Apostel Dodenscheit, Berlin 1908
- Rheinzauber, Berlin 1909
- W.A.G.M.U.S., Berlin 1911
- Im weißen Kleide, Dresden 1912
- Anna Nissens Traum, Dresden 1913
- Christine Immersen, Dresden [u. a.] 1913
- Das Telegramm aus Meran, Berlin 1913
- Sarah von Lindholm, Leipzig 1914
- Kriegsbriefe der Familie Wimmel, Dresden 1915
- Siebengestirne, Dresden 1915
- Treue, Berlin 1915
- Jungens, holt fast!, Reutlingen 1916
- Lebensretter Belf, Reutlingen 1918
- Herzensirren, Siegmar-Chemnitz 1919
- Millionenrausch, Berlin 1919
- Vanvoegelferme, Leipzig 1919
- Wind und Wellen, Reutlingen 1919
- Die grüne Schlange, Berlin 1920
- Lukas Weidenstrom, Berlin 1921
- Frau Ines’ Firnenwanderung, Dresden-A. 1922
- Die goldene Flut, Dresden-A. 1922
- Marianne Wendels Leidensweg, Dresden-A. 1922
- Meine Schuld, meine große Schuld …, Dresden 1922
- Narren des Glücks, Dresden 1923
- Roswitha, Dresden 1923
- Frau Bedfords Tränen, Berlin 1924
- Die Maienschneider, Berlin 1925
- Margarete Böhme — die Erfolgsschriftstellerin aus Husum, München 1994
- Einblicke, Husum 2009